# Yang Chao
Pour les articles homonymes, voir Chao.
Yang Chao est un réalisateur et scénariste chinois né en 1974.

## Filmographie partielle

### Comme scénariste et réalisateur
- 2002 : Run Away (aussi monteur)
- 2004 : Passages
- 2016 : Crosscurrent